# Добринищко лято
„Добринищко лято“ е музикален фестивал, предимно за народна музика, провеждан от края на юни до средата на септември в град Добринище, България.
Провежда се от читалището на Добринище под патронажа на кмета на община Банско и целта му е да популяризира българските традиционно фолклорни обичаи. Участват самодейни колективи от България, Гърция и Република Македония. Акцентът е върху фолклора (песенен и танцов), но има и музикални изяви в други жанрове, например стари градски песни.
Идеята за „Добринищко лято“ е на Трайчо Андреев. По неговите думи тя стои от много време, но няма съмишленици за това начинание. След като я споделя с младите хора, тя става реалност – заедно със своята съпруга Цветанка Андреева и с Димитър Мунин той успява да я осъществи. През 2012 г. на 14 юни се открива първото „Добринищко лято 2012“, което продължава до септември.